# باشگاه فوتبال اراکور گلدن استار
باشگاه فوتبال اراکور گلدن استار یک تیم فوتبال وانواتوایی مستقر در پورت ویلا است. آنها در لیگ برتر پورت ویلا، برترین مسابقات فوتبال پورت ویلا بازی می‌کنند. در سال ۲۰۱۶ آنها قهرمان شدند، به این معنی که آنها برای اولین بار در تاریخ باشگاه به لیگ قهرمانان اقیانوسیه راه یافتند.

## دستاوردها
- لیگ برتر پورت ویلا
  - ۱ قهرمانی
  - ۳ نایب قهرمانی